# Oligacanthorhynchus carinii
Espèce
Synonymes
- Hamanniella carinii Travassos, 1917 - protonyme
- Travassosia caranii (Travassos, 1917)

Oligacanthorhynchus carinii est une espèce d'acanthocéphales de la famille des Oligacanthorhynchidae. C'est un parasite digestif d'édentés néotropicaux.